# فصل برداشت: رژه حیوانات
فصل برداشت: رژه حیوانات (به انگلیسی: Harvest Moon: Animal Parade) و (به ژاپنی: 牧場物語わくわくアニマルマーチ Bokujō Monogatari: Waku Waku Animaru Māchi, lit. Farm Story: Exciting Animal March) یک بازی ویدئویی در سبک شبیه‌سازی مزرعه است که توسط شرکت مارولوس اینتراکتیو و ناتسومه طراحی و ساخته شد. این بازی که در مجموعه بازی‌های فصل برداشت قرار دارد، برای نخستین بار در ۳۰ اکتبر ۲۰۰۸ در ژاپن عرضه شد. این بازی، به شکل اختصاصی، فقط برای کنسول نینتندو وی عرضه شده‌است.